# Eilema suffusa
Eilema suffusa är en fjärilsart som beskrevs av John Henry Leech 1899. Eilema suffusa ingår i släktet Eilema och familjen björnspinnare. Inga underarter finns listade i Catalogue of Life.